# Alfred Grislawski
Alfred Grislawski (Wanne-Eickel, 2 de novembro de 1919 — Herne, 19 de setembro de 2003) foi um oficial alemão que serviu na Luftwaffe durante a Segunda Guerra Mundial. Foi condecorado com a Cruz de Cavaleiro da Cruz de Ferro com Folhas de Carvalho.

## Sumário da carreira

### Condecorações
- Cruz de Ferro (1939)
  - 2ª classe (9 de setembro de 1941)[5]
  - 1ª classe (29 de outubro de 1941)[5]
- Troféu de Honra da Luftwaffe (1 de julho de 1942)[6][nota 1]
- Distintivo de Voo do Fronte da Luftwaffe em Ouro (5 de dezembro de 1941)[5]
- Cruz de Cavaleiro da Cruz de Ferro (1 de julho de 1942)[8][9][10]
  - 446ª Folhas de Carvalho (11 de abril de 1944)[9][11][12]

### Promoções
- 1 de outubro de 1940 – Unteroffizier[13]
- 1 de janeiro de 1942 – Feldwebel[13]
- 1 de agosto de 1942 – Oberfeldwebel[14]
- 1 de dezembro de 1942 – Leutnant (segundo-tenente)[14]
- 1 de junho de 1943 – Oberleutnant (primeiro-tenente)[15]
- 1 de outubro de 1943 – Hauptmann (capitão)[15]